# Pektuszanmirjong
Pektuszanmirjong (hangul: 백두산밀영동, Pektuszanmirjong-tong, handzsa: 白頭山密營洞, RR: Paektusanmiryŏng-tong, ’pektu-hegyi titkos táborhely’) észak-koreai település a Pektu-hegy tetején, hivatalos életrajza szerint itt született Kim Dzsongil (Kim Jŏng-il). A település Rjanggang (Ryanggang) tartományban, Szamdzsijon (Samjiyon)ban található.
Az Észak-Koreai állami média gyakran hivatkozik erre a helyszínre az ország forradalmi történelmének kiemelkedő színtereként, ahol Kim Ir Szen és felesége, Kim Dzsongszuk a japán megszállás elleni harc idején tevékenykedtek. 2014. október 21-én egy erdőtűz súlyos károkat okozott benne, és valószínűsíthetően Kim Dzsongil (Kim Jong-il) szülőháza is megsemmisült.